# 扁體真裸皮鮋
扁體真裸皮鮋（舊稱），又名達爾里真裸皮鮋（學名：Tetraroge darnleyensis），是一種原生於印度洋及西太平洋珊瑚礁的魚類，屬於鮋亞目真裸皮鮋科。舊的分類歸入真裸皮鮋屬，現時獨立成為一個屬，為熱帶海水魚，棲息深度8-90公尺，體長可達10公分，棲息在沿岸沙泥沉積的礁石區，生活習性不明。